# Veterinarska medicina
Veterinarska medicina, krajše veterina, je področje naravoslovja in zdravstvena veda, ki se ukvarja s preprečevanjem, diagnozo in zdravljenjem bolezni in poškodb pri živalih. Področje dela je obsežno, saj zajema vse možne bolezni in poškodbe pri vseh živalskih vrstah, tako domačih kot divjih.
V razvitem svetu to dejavnost opravljajo usposobljeni posamezniki - veterinarji, ki dobijo ta naziv po zaključenem šolanju na ustrezni visokošolski ustanovi - veterinarski fakulteti. Po 5 letih (10 semestrov)  študija prejme naziv doktor veterinarske medicine. Pri nekaterih posegih imajo lahko podporno vlogo strokovnjaki različnih področij medicine, npr. fizioterapevti, zobozdravniki ipd. Drugje se z zdravljenjem živali ukvarjajo tudi ljudje brez formalne izobrazbe.